# Paluküla (Pühalepa)
Paluküla − wieś w Estonii, w prowincji Hiuma, w gminie Pühalepa.